# 倉地恵利
倉地 恵利（くらち えり、1990年4月27日 - ）は、福井テレビジョン放送のアナウンサー。
愛知県出身。愛知県立名古屋西高等学校、中京大学文学部卒業。

## 略歴
2004年、第29回ホリプロタレントスカウトキャラバンにファイナリストとして出場。ホリプロに所属しタレント活動を行う。
その後学業を理由にホリプロを退所した後、2014年4月、福井テレビジョン放送入社。同年6月19日、めざましテレビ内のローカルニュースで、同局のアナウンサーとしてデビューした。

## 人物
- 身長：156cm、体重：43kg、スリーサイズ：B77-W:58-H:82。
- 血液型：A型
- チャームポイントは、左のエクボ。
- セールスポイントは、笑顔と根性。
- 姉がいる。
- 辛い食べ物を好む。

## 主な担当番組
- おかえりなさ〜い（2015年4月から金曜日MC担当）
- 福井新聞ニュース・中日新聞ニュース
- 福井テレビ News イット!

## タレント時代の主な出演

### テレビ番組
- 「はるか17」（テレビ朝日系） - 宮前理沙（主人公・遥（平山あや）の妹）役
- 「女優開発プロジェクト ××プロ」（BS朝日、2005年）レギュラー出演、番組内で高い人気を持つ

### コマーシャル
- きぐるみキグミ〜（タカラトミー）のCMに出演

### イベント
- 「中学生アイドル2005年度卒業式」（ライブバージョン）2006年3月21日

### 雑誌等
- ピチレモンの元パジャマモデル
- T'A、pure pure、Memewなどのアイドル雑誌に掲載されている。